# Kritzow
Kritzow es un municipio situado en el distrito de Ludwigslust-Parchim, en el estado federado de Mecklemburgo-Pomerania Occidental (Alemania), a una altitud de 62 metros. Su población a finales de 2016 era de 449 habs. y su densidad poblacional, 18 hab/km².
Se encuentra ubicado junto al lago Kritzower, cerca de la frontera con el distrito de Llanura Lacustre Mecklemburguesa.

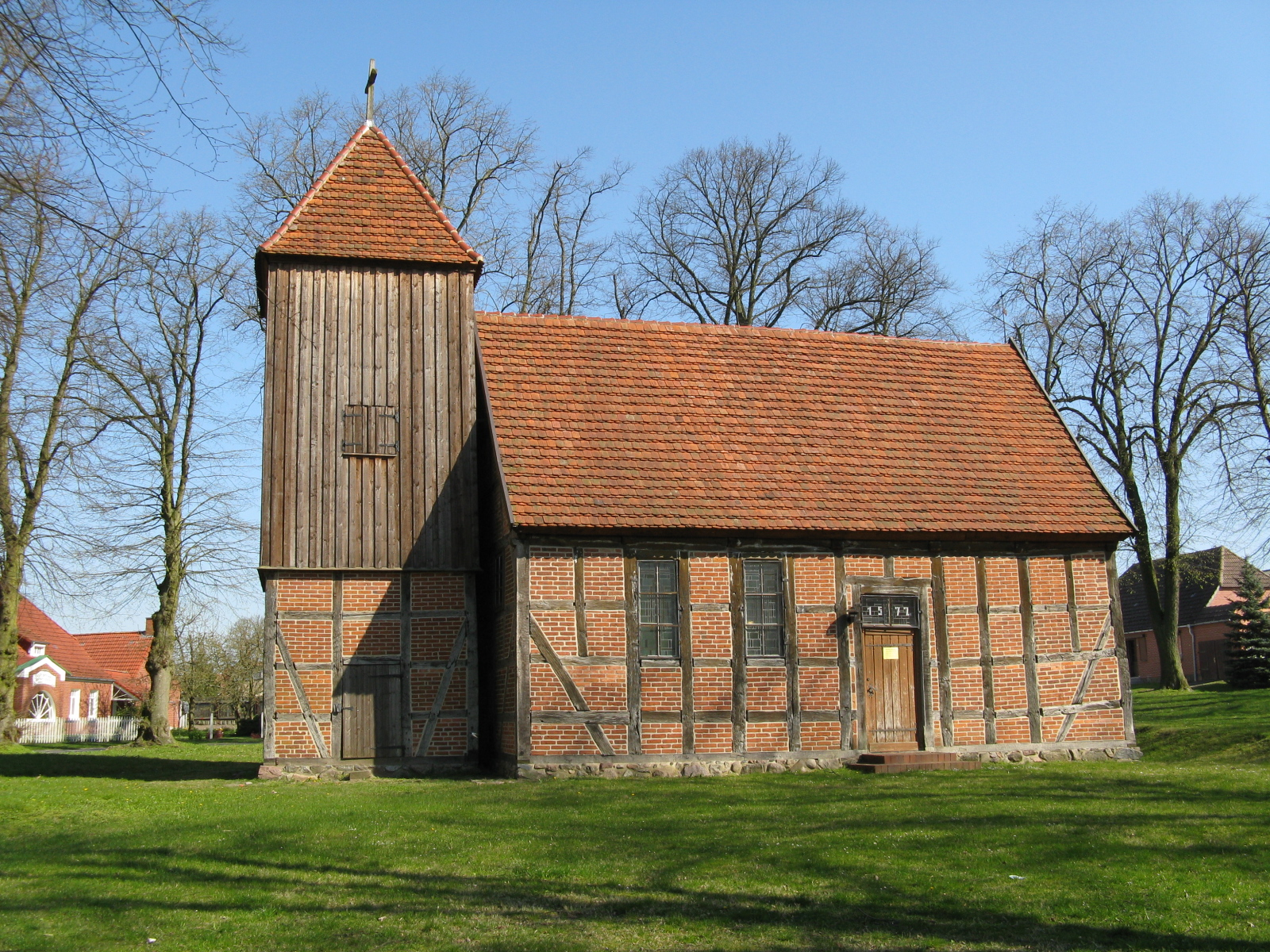
Iglesia de Kritzow